# 楊宗緯
楊宗緯（1978年4月4日—），台灣男歌手。2007年參加歌唱選秀節目《超級星光大道》第一屆，憑藉其自身獨特唱腔和富有強烈渲染力的歌聲撼動人心，最後因謊報年齡而道歉退賽，而後獲選為第一屆「人氣王」並隨即出道。2008年發行首張個人專輯《鴿子》，之後經歷合約問題，蟄伏三年重新出發。2011年加盟環球音樂後，受到華語流行音樂教父李宗盛賞識，暌違十六年再度擔綱唱片製作人，為其打造第二張專輯《原色》。
跟張碧晨合作的單曲涼涼，在YouTube的歌詞MV點擊率正式破億，同時也成為單曲點擊率破億的華語歌手之一。

## 生平

### 早年經歷（1978年－2006年）
楊宗緯出生於桃園市中壢區，有一姊一弟，家境小康。楊宗緯曾就讀過三所大學──國防大學法律系、台大法律系夜間部與彰化師大輔導與諮商學系，期間服過兵役，求學歷程較他人曲折漫長。就讀中壢高中時首度參加校內歌唱比賽，登台便忘詞破音，令他對比賽心生怯步。直到進入彰師大，楊宗緯才再度開始頻繁參加校內外歌唱比賽，報名十餘次大小歌唱競賽，成績非亞即冠，在中部賽圈小有名氣，但因外型不佳不曾獲得唱片公司青睞。大四的楊宗緯開始輔導實習並準備考取教師執照，卻在一次翹課中途經過台中《超級星光大道》的海選會場，臨時決意報名，意外踏上星光演藝之路。

### 參賽《超級星光大道》（2007年）
楊宗緯於2007年參加中視歌唱選秀節目《超級星光大道》第一屆比賽。節目主持人陶晶瑩封他爲“催淚歌神”。在節目中爆紅後屢創各項紀錄，超高人氣在當時讓搜索引擎與相關網站的點閱率居高不下。從2007年5月30日到7月2日，連續35天蘋果日報都有楊宗緯的報導，創下有史以來連續登上蘋果日報最久的藝人之紀錄。TVBS形容楊宗緯的爆紅只花了77天。世新大學新聞系教授彭懷恩主編的「台灣名人百科2007-2008」，楊宗緯被編列2007年度的台灣名人。楊宗緯也獲選為Yahoo!奇摩2007年度十大新聞人物第二名，蘋果日報2007年度十大風雲人物第一名，新浪網2007年度五大新人之一，和Google2007年度熱門關鍵字排行榜的名人榜第一名。 

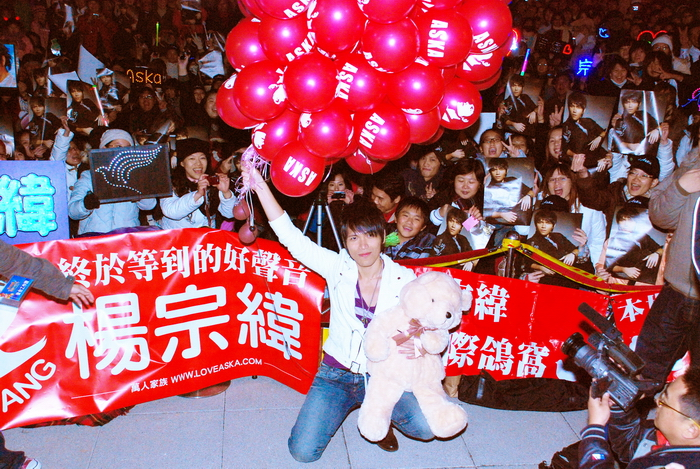
第一場預購握手會

2007年底，楊宗緯的超人氣使他獲得很多跨年晚會和尾牙秀的演出邀約，12月31日在臺北的TVBS-G的跨年晚會，與桃園的中視跨年晚會表演，並演唱即將發表的個人專輯中的三首新歌。楊宗緯以新人之姿，在2008年元旦凌晨1時30分於桃園展開70分鐘的預購握手會。

### 出道與合約糾紛（2008年－2010年）
楊宗緯於2008年1月發行首張個人專輯《鴿子》，取得2008年上半年唱片銷售冠軍的佳績，並且創下新人最快在台北小巨蛋開個人售票演唱會的紀錄。
2008年5月17日楊宗緯在台北小巨蛋舉辦第一次個人售票演唱會「星空傳奇2008」，創下發行首張個人專輯和出道四個月後，就在台北小巨蛋舉辦售票演唱會的台灣歌壇紀錄，一萬多歌迷到場力挺。演唱會DVD&2CD於2008年8月15發行。
2008年7月之後，楊宗緯跟經紀人許安進發生第二次合約糾紛，開始漫長兩年的合約官司，演藝事業停滯。儘管如此，由於現場演唱實力高強，仍不斷受到大型頒獎典禮邀約表演。2008年7月5日，獲邀為第19屆金曲獎擔任表演嘉賓，與林宥嘉接力演唱組曲，向多位已逝歌手致敬。10月31日獲邀為第43屆金鐘獎擔任表演嘉賓，演唱經典電視連續劇主題曲。2009年11月5日，跟許安進的兩年合約正式結束。2009年11月28日，獲邀為第46屆金馬獎擔任表演嘉賓，演唱經典電影主題曲，完成金曲、金鐘、金馬「3金」全纪錄演出。12月19日，應邀至亞太影展擔任表演嘉賓，再度演唱經典電影主題曲組曲，在Ear monitor斷訊的情況下，仍圓滿完成表演，成為首位在兩年之內包辦三金一亞大滿貫的「典禮御用歌手」。
在合約沉潛期間，楊宗緯考取國立台灣體育大學運動研究所繼續深造，主攻運動心理學。。2010年1月，合約官司終於落幕。

### 重新出發（2010年－2012年）
2010年6月3日，楊宗緯確定將新經紀約簽給葛福鴻，執行經紀人為江一朋，並邀請資深音樂製作人李宗盛替楊宗緯打造新專輯。原先預定年底出輯，延至2011年8月發行。
2011年7月15日，環球唱片舉辦加盟記者會，承諾會投入上億的宣傳資金。新專輯命名為《原色》，在2011年8月26日正式發行，首支主打歌《懷珠》於7月25日首播。在此前並於6月22日發表單曲《那個男人》為新專輯熱身，由馬玉芬製作，楊宗緯改編填詞、翻唱，此為韓劇秘密花園的中文版主題曲，一併收錄於新專輯中。
2012年3月30日至6月1日楊宗緯參加中國湖南衛視大型慈善綜藝音樂節目《天聲一隊》共計10期，其公益募捐善款係用於捐助學校或校車。

### 跨足兩岸（2013年－2014年）
2013年1月18日湖南衛視推出歌唱競演節目《我是歌手》，在第一輪比賽香港歌手黃貫中淘汰後，楊宗緯作為首位補位歌手受邀參加此檔節目。他在2月1日第三期節目演唱王菲的作品《矜持》，細膩唱腔未受現場觀眾青睞，以第7的成績排名墊底。但播出後獲得眾多網友與專業人士肯定，原唱王菲也發微博稱贊。隨後在2月8日的第四期節目演唱那英的作品《征服》，詞曲原作袁惟仁特地到場助陣，但最終成績楊宗緯本期獲得第五名，累計排名第七遺憾淘汰。第五期返場演唱蔡健雅冷門歌曲《空白格》，詞曲簡單卻極具感染力的驚艷表演讓觀眾非常有共鳴，受到廣大網民熱烈討論喜愛，竟成為本季《我是歌手》傳唱度最高的歌曲之一。
復活賽制於3月19日出爐後，五位前十期賽程中遭淘汰的歌手黃貫中、楊宗緯、陳明、尚雯婕、沙寶亮再度重返舞台同場競技，本場比賽聽審團加碼到1000人，並召集五十人的顧問團作為評審。第一輪改編曲目，楊宗緯演唱原住民歌手巴奈·庫穗的《流浪記》，催淚歌喉令台下觀眾為之動容，紛紛落淚，台下觀戰辛曉琪也淚流滿面；第二輪成名曲目楊宗緯演唱李宗盛為其打造的專輯作品《饞》，輕快活潑的爵士曲風，搭配舞蹈突破以往形象，獲得觀眾青睞。最終以專業陪審團第一名、10/20年代組第一名，成功復活。
楊宗緯以復活之身重回《我是歌手》抽到第7位出場，挑戰潘越雲的經典《最愛》，情意繾綣浸染人心；音樂製作人包胡爾查形容“在我眼前呈現呈現的就是一幅沙畫，細膩、流淌，極具有美感。”最終公佈成績楊宗緯第一名獲得半决賽冠軍，挺進歌王決賽。總決賽第一輪與李泉合唱《我要我們在一起》，火花四射，第二輪出人意外地選唱一首安靜的《我離開我自己》，楊宗緯真假音轉換自如，以優美的音色演繹這首難唱的冷門慢歌顯得意味悠遠，最終獲得本季《我是歌手》總決賽第三名。
2013年師徒兩人二度合作，第三張專輯《初.愛》於2013年3月29日推出。
2013年8月楊宗緯推出自己做詞的單曲《歌未央》，精心製作的歌曲和MV、微電影係為記錄台灣的美好，楊宗緯被台旅會、淘寶網與台灣觀光局合作邀請擔任「最台灣」旅遊形象的推廣大使，第一次為自己家鄉代言的楊宗緯頗為榮耀的表示：「絕不會收取任何形式的代言酬勞！」，努力的為兩岸觀光旅遊出力，微電影一放上淘寶、優酷、土豆等平台宣傳，當天的點擊率就超過百萬，短短半年透過淘寶旅行購買台灣自由行的旅客就將近6萬人。
2013年底至2014年初，楊宗緯參加深圳衛視歌唱比賽節目《中國音超》，八大唱片公司聯隊對陣，八個隊，每個隊7個人，共56人。評審均為中國最頂尖的資深專業音樂人，經歷了近3個月的角逐，楊宗緯共計演唱《月光媽媽》《夢醒了》《底細》《喜歡你現在的樣子》《浮生千山路》《十二樓》《True Colors》等7首歌，均獲得當期比賽最高分，最終獲得《金鐘獎中國音超》 “音超歌王” 以及 “男子組金獎”，打破港臺歌手難以在中國選秀節目奪冠的魔咒，成為首位在中國歌唱比賽節目奪冠的台灣歌手。
2014年2月楊宗緯為文壇大師白先勇在台灣的舞台劇《孽子》演唱主題曲《蓮花落》，林夕作詞加上陳小霞作曲，頗有歌劇的味道，所謂研悲情為金粉，白先勇欽點他唱這首《蓮花落》，直說他的嗓子揪心、揪心、揪心，首演當日，楊宗緯在舞台上的深情演唱，如泣如訴，蒼涼哀怨，極富感染力，使不少觀眾聞之淒然淚下。。
2014年4月11日，湖南衛視舉辦《我是歌手》雙年巔峰會，楊宗緯代表第一季歌手以一首《底細》，讓人再次看到他作為一名歌者的深不見底，也成為當晚節目一大高潮。
2014年7月，跟天浩盛世的合約正式結束。

### 事業重心轉往中國大陆（2015年－至今）
2015年1月1日，湖南衛視跨年演唱會零點過後，楊宗緯壓軸登台獻唱《匆匆那年》，成為億萬中國人2015年第一首歌，演繹出與原唱王菲完全不一樣的感懷，在辭舊迎新之際，這份懷舊感，迅速席捲微博引發無數人評論，各大視頻網站都第一時間出現相關搜索。
2015年3月13日，參加中國好歌曲第二季第十二期，擔任學員裸兒的幫唱嘉賓，合唱《會飛的野馬》，細膩的唱功讓導師劉歡及羽泉讚賞。
2015年4月3日，獲邀在湖南衛視《我是歌手2015年巔峰會》傾情演繹《長鏡頭》，成為繼《空白格》、《流浪記》後另一一夜爆紅的代言。
2015年8月16日，以「普羅米修斯」身分加盟江蘇衛視節目《蒙面歌王》，演唱了4首風格迥異且相當冷門的歌曲—《看穿》《跟著你到天邊》《紅塵來去一場夢》《但是又何奈》，改編後的楊式版本完全不同於原唱，細膩的唱功與濃厚的情感讓場內猜評團巫啟賢、陳學冬、戴軍、場外猜評團那英、汪峰及蒙面歌王追著光影跑的蘿拉梁詠琪、絕代歌姬李玉剛讚賞。
2015年10月12日，舉辦個人第一場世界巡迴演唱會《帶一首詩來》記者會，並獻唱新歌《天燈》。2015年10月16日，為電影「夏洛特煩惱」主題曲《一次就好》，此首歌在中國大陸成為當紅的熱門歌曲。2015年10月25日，參加湘江音樂節，演唱《因為單身的緣故》、《我變了我沒變》、《回憶沙漠》、《鴿子》、《空白格》。2015年11月13日，榮獲《芭莎男士》品位成功年度人物頒獎盛典「年度音樂人」獎項。2015年12月12日，舉辦個人首次巡迴演唱會《帶一首詩來》。2015年12月31日，湖南衛視跨年演唱會跨越零點，獻唱當年度叫好又叫座的電影《夏洛特煩惱》最暖心插曲《一次就好》。
2016年10月22日，舉辦個人第二次巡迴演唱會《聲聲聲聲》，各場次全面售罄。獻唱個人作品之外，還包括了致敬前輩的歌曲，並首次分享新歌 《讀白》《多暗的天空》《I think of what we have done before》。2017年1月9日，和張碧晨為「三生三世十里桃花」獻唱主題曲《涼涼》。2017年4月15日，參加湖南衛視音樂類實境秀節目《歌手2017》，總決賽擔任張碧晨幫唱嘉賓，合唱當年流行金曲《涼涼》。
2017年9月24日，舉辦個人第三次巡迴演唱會《聲聲聲聲plus》，各場次全面售罄。此次增加了近幾年流行音樂的曲目，並邀請多位女嘉賓助陣獻唱《涼涼》等。
2017年11月6日，為胡歌主演的「獵場」連續劇獻唱插曲，《一場戀愛》。2017年11月18日，在美國洛杉矶舉辦《堅持夢想》演唱会，此次演唱會原本由丁噹和楊宗緯合作演出，由於丁噹因故無法赴美演出，最後由楊宗緯一人擔綱與洛杉磯當地音樂團隊合作完成表演。獻唱曲目包括《洋蔥》、《人質》、《越過山丘》、《Daydreamer》、《情人的眼淚》等等膾炙人口的好歌，為北美歌迷帶來了一個難忘的夜晚。2017年12月31日，參與央視跨年晚會，演唱《我變了我沒變》。2018年2月7日，為「談判官」連續劇獻唱插曲，《愛不得》。
2018年3月24日，在美國紐約百老匯舉辦《世界還小 A Tiny World》演唱會。2018年9月29日，為「無雙」電影獻唱主題曲，《Money Money》。2019年2月4日，登上「央視春晚」，與「Angelababy」搭配合作，兩人現場合唱「雪花賦」。2019年2月11日，為電影《流浪地球》獻唱宣传推广曲《星》。2019年4月7日，為野生救援、自然之友、山水自然保护中心三家知名公益机构共同发起“拾鱼”动物保护公益活动，跟银临、杨和苏擔任公益守护大使，並為網易雲公益獻唱《穿山》。2019年7月15日，推出新歌《是緣》，為電視劇《宸汐緣》片頭主題曲。2019年12月12日，發表新歌《背光》，為電影《被光抓走的人》主題曲。
2020年8月6日，推出新歌同名電影「我在時間盡頭等你」，為電影《我在時間盡頭等你》主題曲。2021年1月25日，發表新歌《人間劇場》，為大陸賀歲電影《大紅包》片尾曲。2021年7月15日，發表新歌《心心念念》，為大陸動畫電影《俑之城》插曲。2021年7月20日，發表新歌《施捨》，為大陸救援情感連續劇《你好，火焰藍》插曲。2021年7月30日，發表新歌《說給你聽》，為大陸都市愛情連續劇《你是我的榮耀》插曲。
2021年8月13日，發表新歌《生殺謠》，為大陸動畫《天官賜福》角色插曲。2021年11月2日，參與追光吧！第二季的綜藝節目，維持三個月，到2022年2月5日結束。2022年4月9日參加《為歌而讚第二季》中的兩集表演，唱了《我想要》與在節目特別做新歌《反差》，我想要讓大家更認識到楊宗緯的歌聲，反差更讓人知道並不是只專注於情歌，唱跳也是可以的。2022年7月14日為《「天才基本法」》連續劇片尾曲，發表新歌《心安的屋簷》2022年9月22日為《「戀愛的夏天」》連續劇片尾曲，發表新歌《對的人》，翻唱來自韓國歌手，李承煥的歌曲(那一個人)韓國中文版。2022年12月9日發表，正式在美國拉斯維加斯《唯愛宗緯》Las Vegas 演唱會公告，成為首位亞洲歌手登上拉斯頂級豪華劇院《Resorts World》，賭城雲頂集團的亞洲歌手。

### 歌迷關係
楊宗緯被媒體喻為鴿王，他的歌迷則被稱為鴿子，楊宗緯曾引用詩人-辛鬱老師的新詩自喻為「銅像」，並且把歌迷比喻成逗留在銅像身邊的「鴿子」─“銅像總有一天會被推倒或熔化，當那一天來臨，最值得銅像留戀的，不是他曾經代表過什麼功勳偉績，而是那些曾在他身畔咕咕呢喃的鴿子們。”兩大後援會分別是唯愛宗緯-國際鴿窩 和 鴿聚院-楊宗緯國際後援會，從此以後，楊宗緯的歌迷自稱為「鴿子」，並且暱稱他為「鴿王」。楊宗緯的首張個人專輯以「鴿子」命名，正是為了答謝忠實歌迷的堅定支持。。他在新浪微博曾經使用過的一個化名「楊草地」也是同一個典故的延伸。

## 音樂作品

### 專輯
| 發行日期                              | 發行公司 | 專輯名稱             | 附註 |
| ------------------------------------- | -------- | -------------------- | --- |
| 2008-01-11（初版） 2008-02-29（改版） | 華納唱片 | 《鴿子》 Dove        | 主打歌：《鴿子》《讓》《洋蔥》《幸福的風》《對愛渴望》 其他:《重來好不好》《One Day》《誰會改變我》《存愛》《回憶沙漠》《你看》 - G-music 華語專輯排行榜連續在榜40週，9週冠軍，年度第4名 - 五大金榜 華語暢銷排行榜，2週冠軍，年度第6名 - ezPeer+ （页面存档备份，存于） 排行榜，專輯16週冠軍，《洋蔥》年度單曲第1名，年度專輯第1名 |
| 2011-08-26（初版） 2011-10-08（改版） | 環球唱片 | 《原色》 Pure        | 主打歌：《懷珠》《被遺忘的》《那個男人》《因為單身的緣故》《蠻荒情場》 其他:《底細》《光影 》《饞》《前戲》《唱錯歌詞》《時間神偷》 - G-music 華語專輯排行榜連續在榜16週，2週冠軍，年度第3名 - 五大金榜 華語暢銷排行榜連續在榜16週，3週冠軍，年度第7名                                                                             |
| 2013-03-29（初版） 2013-05-10（改版） | 環球唱片 | 《初.愛》 First LOVE | 主打歌：《其實都沒有》《忘了我》《想對你說》《初愛》《這一路走來》 其他:《低迴》《無邪》《無常》《出走》（又名《賞味期限》）《沒有什麼不能》 - G-music 華語專輯排行榜連續在榜10週，4週冠軍，年度第3名 - 五大金榜 華語暢銷排行榜連續在榜10週，2週冠軍，年度第9名 - 佳佳唱片 華語音樂排行榜連續在榜10週，1週冠軍                     |

### 演唱會專輯
| 發行日期   | 發行公司 | 專輯名稱                                          | 附註 |
| ---------- | -------- | ------------------------------------------------- | --- |
| 2008-08-15 | 華納唱片 | 《Star! Start!星空傳奇Live Concert》 （2CD＋DVD） | 收錄30首星空傳奇演唱會歌曲 - G-music 影音排行榜連續在榜15週，3週冠軍，年度第2名 - G-music 華語專輯排行榜連續在榜19週，1週冠軍，年度第20名 - 五大金榜 影音暢銷排行榜連續在榜8週，2週冠軍，年度第5名 - 五大金榜 華語暢銷排行榜連續在榜8週，1週冠軍，年度第10名 - ezPeer+ （页面存档备份，存于） 排行榜，《給未來的自己》年度單曲第3名 |

### 單曲
| 發行日期   | 發行公司                 | 曲目                                    | 詞曲                                                  | 說明 |
| ---------- | ------------------------ | --------------------------------------- | ----------------------------------------------------- | --- |
| 2007-06-29 | 華研唱片                 | 《背叛》                                | 詞：阿丹 鄔裕康 曲： 曹格                             | - 翻唱曹格的作品 收錄在《星光同學會》超級星光大道10強紀念合輯                                                                                       |
| 2007-06-29 | 華研唱片                 | 《人質》                                | 詞：冷玩妹 曲：黃韻仁                                 | - 翻唱張惠妹的作品 收錄在《星光同學會》超級星光大道10強紀念合輯                                                                                     |
| 2007-10-05 | 華研唱片                 | 《多餘》                                | 詞:石裕博 曲：石裕博                                  | - 個人第一首新歌作品 電影沉睡的青春主題曲 收錄在《愛星光精選》昨天今天明天專輯 當時在超級星光大道之地獄悲歌vs天堂hihg歌最高分與最多票獲選唱主題曲。 |
| 2008-05-08 |                          | 《Fly》                                 | 詞：阿弟仔 曲：阿弟仔                                 | - 2008年全國大專運動會主題曲 |
| 2009-05-17 | 華誼兄弟                 | 《我的太陽》                            | 詞：姚若龍 曲：韓生光                                 | - 叢浩楠 & 楊宗緯 合唱 - 收錄於叢浩楠的《青出於楠》專輯                                                                                             |
| 2013-01-23 | 海蝶音樂                 | 《為了遇見你》                          | 詞：廖瑩如 曲：陳耀川                                 | - 戚薇 & 楊宗緯 合唱 - 電視劇《愛情自有天意》片頭曲 - 收錄於戚薇的L To V秘密EP專輯                                                                  |
| 2013-06-27 | 趣游时代                 | 《橫掃天下之笑天下》                    | 詞：楊宗緯 曲：方翰笛                                 | - 網路遊戲《橫掃天下》主題曲 |
| 2013-08-20 | 天浩盛世                 | 《歌未央》                              | 詞：楊宗緯 曲：陳建騏                                 | - 《最台灣》旅遊微電影主題曲 |
| 2013-09-22 | 天浩盛世                 | 《閃耀》                                | 詞：戴鍾偉 曲：齒輪橡皮                               | - 《CLEAR清揚》主題曲 |
| 2013-10-29 |                          | 《我們好像在哪見過》                    | 詞：小柯 曲：小柯                                     | - 葉蓓 & 楊宗緯 合唱 - 電視劇《咱們結婚吧》片尾曲                                                                                                   |
| 2014-02-07 |                          | 《蓮花落》                              | 詞：林夕 曲：陳小霞                                   | - 舞台劇《孽子》主題曲 |
| 2014-09-05 |                          | 《空白格》                              | 詞：蔡健雅 曲：蔡健雅                                 | - 電影《一生一世》片尾曲 - 翻唱蔡健雅的作品 |
| 2015-05-13 | 樂之雲文化               | 《我變了 我沒變》                       | 詞：小柯 曲：小柯                                     | - 微電影《京東12年》主題曲 |
| 2015-06-26 | 天娛傳媒                 | 《國王與乞丐》                          | 詞：代岳東 曲：Mike Chan Faizal Tahir                 | - 華晨宇 & 楊宗緯 合唱 |
| 2015-09-21 | 環球音樂                 | 《天燈》                                | 詞：楊宗緯 曲：楊宗緯                                 | - 《帶一首詩來》演唱會的主題曲 |
| 2015-10-16 | 呆猫互娱                 | 《一次就好》                            | 詞：陳曦 曲：董冬冬                                   | - 電影《夏洛特煩惱》插曲 |
| 2015-11-20 | 热窝文化                 | 《真相禁區》                            | 詞：鐘沐軒 曲：譚伊哲                                 | - 電影《真相禁區》主題曲 |
| 2016-10-17 | 呆猫互娱                 | 《咱們相愛吧》                          | 詞：陳曦 曲：董冬冬                                   | - 電視劇《咱們相愛吧》主題曲 |
| 2016-10-22 |                          | 《多暗的天空》                          | 詞：楊宗緯 曲：楊宗緯                                 | - 於《聲聲聲聲》演唱會首次發表的新歌 |
| 2016-10-22 |                          | 《讀白》                                | 詞：未知 曲：未知                                     | - 於《聲聲聲聲》演唱會首次發表的新歌 |
| 2016-10-22 |                          | 《I think of what we have done before》 | 詞：未知 曲：未知                                     | - 於《聲聲聲聲》演唱會首次發表的新歌 |
| 2017-01-09 | 仁溪文化                 | 《涼涼》                                | 詞：劉暢 曲：譚旋                                     | - 張碧晨 & 楊宗緯 合唱 - 電視劇《三生三世十里桃花》片尾曲 - 台灣版本是《福茂唱片》代理                                                              |
| 2017-05-16 | 青御文化                 | 《天龍八部》                            | 詞：陳曦 曲：周華健                                   | - 線上遊戲《天龍八部手遊》主題曲 - 翻唱周華健《難念的經》中文版作品                                                                                 |
| 2017-05-19 | 呆猫互娱                 | 《天已黑》                              | 詞：陈曦 曲：董冬冬                                   | - 電視劇《歡樂頌2》插曲 |
| 2017-07-03 | 酷博特文化               | 《生命被你照亮》                        | 詞：李焯雄 曲：梁翹柏                                 | - 電影《閃光少女》主題曲 - 台灣版本是《福茂唱片》代理                                                                                               |
| 2017-07-18 | 华宇世博                 | 《越過山丘》                            | 詞：高曉松 曲：高曉松                                 | |
| 2017-11-06 | 东阳青雨                 | 《一場戀愛》                            | 詞：韓葆 曲：王曉鋒                                   | - 連續劇《獵場》插曲 |
| 2018-02-07 | 呆猫互娱                 | 《愛不得》                              | 詞：陳曦 曲：董冬冬                                   | - 連續劇《談判官》主題曲 |
| 2018-09-29 | 完美青春                 | 《Money Money》                         | 詞：崔博 曲：戴伟                                     | - 電影《無雙》宣传推广曲 |
| 2019-02-04 |                          | 《雪花賦》                              | 詞：任卫新 曲：刘青                                   | - 《央視春晚》表演曲，與Angelababy合唱 |
| 2019-02-11 | 完美青春                 | 《星》                                  | 詞：格格 曲：黃超                                     | - 電影《流浪地球》宣传推广曲 |
| 2019-04-07 | 網易雲                   | 《穿山》                                | 詞：馬璇 曲：陳雪燃                                   | - 网易公益主题曲 |
| 2019-07-15 | 希瓜音乐                 | 《是緣》                                | 詞：段思思 曲：譚旋                                   | - 電視劇《宸汐緣》片頭主題曲 - 台灣版本是《福茂唱片》代理                                                                                           |
| 2019-12-12 | 奔跑唱片                 | 《背光》                                | 詞：葛大為 曲：錢雷                                   | - 電影「被光抓走的人」主題曲 |
| 2020-08-06 | 網易雲                   | 《我在時間盡頭等你》                    | 詞：唐恬 曲：鄧智偉                                   | - 電影「我在時間盡頭等你」主題曲 - 台灣版本是《福茂唱片》代理                                                                                       |
| 2021-01-25 |                          | 《人間劇場》                            | 詞：張聘言 曲：閻驍男                                 | - 電影「大紅包」片尾曲 |
| 2021-07-15 |                          | 《心心念念》                            | 詞：李小虹 曲：黄英华                                 | - 動漫電影「俑之城」插曲 |
| 2021-07-20 | 嘉龍音樂                 | 《施捨》                                | 詞：畢蘿 曲：胡宸、王嘉誠                             | - 連續劇「你好，火焰藍」插曲 |
| 2021-07-30 |                          | 《說給你聽》                            | 詞：張贏 曲：羅錕                                     | - 連續劇「你是我的榮耀」插曲 |
| 2021-08-13 |                          | 《生殺謠》                              | 詞：易者連消醉清酒 曲：陳鵬傑 陳爭                    | - 動畫「天官賜福」第一季<裴宿>角色曲 - 收錄動畫天官賜福的《世中逢爾》音樂動畫專輯                                                                   |
| 2022-04-16 |                          | 《反差》                                | 詞：aoinic小雨 曲：陳哲                               | - 在「為歌而讚」第二季節目中首次發表的新歌 - 首次挑戰動感唱跳歌曲                                                                                   |
| 2022-07-14 |                          | 《心安的屋簷》                          | 詞：林喬、劉恩汛 曲：ERICJUU                          | - 「天才基本法」連續劇片尾曲 |
| 2022-09-20 | 完美青春                 | 《對的人》                              | 詞：Lee Seung Hwan、Hwang Seong Je 曲：Lee Seung Hwan | - 翻唱韓國歌手:李承煥的歌曲(那一個人)韓國中文版 - 改編中文詞:吳可及 - 「恋爱的夏天」連續劇片尾曲                                                    |
| 2023-04-10 |                          | 《平凡的我》                            | 詞：代嶽東 曲：李智聖霖                               | - 「塵封十三載」連續劇片尾曲 |
| 2023-06-01 | 北京晨音文化傳媒有限公司 | 《照亮》                                | 詞：张赢 曲：石杨                                     | - 「照亮你」連續劇情感主題曲 |
| 2023-08-09 |                          | 《千金散盡》                            | 詞：李雪琴、不不 曲：彭飛                             | - 「孤注一擲」電影插曲 |
| 2023-09-07 |                          | 《迎風飄散》                            | 詞：蔣希偉 曲：紋東虎                                 | - 「驕陽伴我」連續劇盛陽獨白插曲 |
| 2023-11-22 |                          | 《小滿足》                              | 詞：段思思 曲：谭旋                                   | - 「小满生活」連續劇主題曲 - feat:刘惜君 |
| 2024-03-22 |                          | 《遙望星火》                            | 詞：董冬冬 曲：董冬冬                                 | - 「追風者」連續劇片尾曲 |
| 2024-11-27 |                          | 《此生如故》                            | 詞：安九 曲：李建歡                                   | - 「小倩」卡通電影插曲 |
| 2025-04-14 |                          | 《無憂·念》                             | 詞：孫偉、趙素冰 曲：姜海威、蘆全瑞                   | - feat:「單依純」 - 「無憂渡」連續劇片尾曲 |
| 2025-07-08 | 華研唱片                 | 《你給過我太陽》                        | 詞：陳思妏 曲：Jayins Siu                             | - 電視劇《我們與惡的距離 II》插曲 |
| 2025-07-25 | 希瓜音樂                 | 《作為花我從來沒敗過 》                 | 詞：馮唐 曲：譚旋                                     | - 畫家Natalia Zanchevskaia擔任視覺藝術，深度共創詩·樂·作為創作概念專輯                                                                              |

### 合輯
| 發行日期   | 發行公司 | 合輯名稱                                | 曲目 |
| ---------- | -------- | --------------------------------------- | --- |
| 2007-06-29 | 華研唱片 | 《星光同學會》 超級星光大道10強紀念合輯 | 《人質》詞：冷玩妹／曲：黃韻仁 《背叛》詞：阿丹、鄔裕康／曲：曹格 《因為我相信》合唱曲 詞：陳信延／作曲：Sean Hosein etc          |
| 2007-10-05 | 華研唱片 | 《愛星光精選》 昨天今天明天             | 《多餘》 詞、曲：石裕博（《沉睡的青春》電影主題曲） - ezPeer+ （页面存档备份，存于） 單曲排行榜連續22週冠軍 - KKBox 人氣榜4週冠軍 |

## 主持作品

### 電視節目
| 年份   | 播出頻道     | 節目名稱                | 備註 |                      |
| ------ | ------------ | ----------------------- | ---- | -------------------- |
| 2008年 | 中視         | 第三屆《超級星光大道》  | 評審 | 第1集、第2集客座評審 |
| 2013年 | 金鷹卡通頻道 | 《中國新聲代 (第一季)》 | 評審 |                      |
| 2016年 | 江蘇衛視     | 《看見你的聲音》        | 評審 |                      |

### 嘉賓
| 年份   | 播出頻道                               | 節目名稱                 | 備註     |              |
| ------ | -------------------------------------- | ------------------------ | -------- | ------------ |
| 2018年 | 北京卫视、东方卫视、陕西卫视、凤凰卫视 | 《漢風秋月2018中秋晚會》 | 表演嘉賓 | 中秋晚會節目 |

## 演唱會
- 個人大型售票巡迴演唱會

| 年/月/日       | 地點                        | 嘉賓 |
| -------------- | --------------------------- | ---- |
| 2015年12月12日 | 上海／梅賽德斯-奔馳文化中心 |      |
| 2015年12月19日 | 北京／北京工人體育館        |      |
| 2016年1月9日   | 廣州／廣州體育館            |      |
| 2016年1月16日  | 福州／福州國際會展中心      |      |
| 2016年4月3日   | 杭州／黃龍體育中心(最終場)  |      |

| 年/月/日       | 地點                               | 嘉賓 |
| -------------- | ---------------------------------- | ---- |
| 2016年10月22日 | 北京／首都體育館                   |      |
| 2016年11月12日 | 深圳／華潤深圳灣體育中心春茧體育館 |      |
| 2016年11月26日 | 上海／梅賽德斯-奔馳文化中心        | 許昕 |
| 2016年12月3日  | 南京／南京奧林匹克體育中心(最終場) |      |

| 年/月/日       | 地點                         | 嘉賓   |
| -------------- | ---------------------------- | ------ |
| 2017年9月24日  | 上海／梅賽德斯-奔馳文化中心  | 王珮瑜 |
| 2017年10月14日 | 西安／西安城市運動公園體育館 | 婁藝瀟 |
| 2017年10月21日 | 杭州／黃龍體育中心           | 婁藝瀟 |
| 2018年1月13日  | 廣州／白云体育馆             | 黃齡   |
| 2018年1月27日  | 南京／南京奧林匹克體育中心   | 黃齡   |
| 2018年4月4日   | 北京／首都體育館             | 婁藝瀟 |
| 2018年4月13日  | 武汉／武汉体育中心体育馆     | 黃齡   |
| 2018年4月21日  | 长沙／湖南国际会展中心       | 黃齡   |
| 2018年5月5日   | 成都／五糧液成都演藝中心     | 黃齡   |
| 2018年5月19日  | 澳門／金光綜藝館(最終場)     | 黃齡   |

- 個人單場大型售票演唱會

| 年/月/日      | 地點             | 嘉賓               |
| ------------- | ---------------- | ------------------ |
| 2008年5月17日 | 台北／台北小巨蛋 | 盧學叡、盧學叡爸爸 |

| 年/月/日       | 地點                   | 嘉賓                |
| -------------- | ---------------------- | ------------------- |
| 2017年11月18日 | 洛杉磯／Pasadena大劇院 | Shawn魏兆凯、董梓琪 |

| 年/月/日      | 地點             | 嘉賓 |
| ------------- | ---------------- | ---- |
| 2018年3月24日 | 纽约／纽约百老汇 |      |

| 年/月/日       | 地點             | 嘉賓 |
| -------------- | ---------------- | ---- |
| 2022年12月24日 | 美國／拉斯維加斯 |      |

## 其他演唱會
- 2007-12-29：跟林宥嘉、周定緯、潘裕文、許仁杰、袁惟仁、黃韻玲與陶晶瑩合辦2007星光幫之老師同學會
- 2008-12-21：在新加坡木船民歌餐厅舉辦小型音樂會
- 2009-01-11：在台北河岸留言舉辦不墜小型演唱會
- 2009-05-16：擔當孫燕姿「答案是 The Answer is...」世界巡迴演唱會台北小巨蛋的幫唱嘉賓
- 2009-05-17：擔當孫燕姿「答案是 The Answer is...」世界巡迴演唱會台北小巨蛋的幫唱嘉賓
- 2010-04-03：跟梁文音在Las Vegas星光傳奇演唱會
- 2010-09-11：跟星光幫學弟妹在台北南港展览馆舉辦超級星光演唱會
- 2011-05-28：擔當梁靜茹「愛的那一頁梁靜茹世界巡迴演唱會－台北篇」的幫唱嘉賓
- 2011-05-29：擔當梁靜茹「愛的那一頁梁靜茹世界巡迴演唱會－台北篇」的幫唱嘉賓
- 2011-06-18：在台北華山創意園區舉辦宗於自我小型演唱會
- 2011-08-26：在台北華山Legacy舉辦原色音樂會
- 2011-08-27：在台北華山Legacy舉辦原色音樂會
- 2011-08-28：在台北華山Legacy舉辦原色音樂會
- 2012-07-06：擔當梁靜茹「2012 愛的那一頁梁靜茹世界巡迴演唱會－馬來西亞篇」的幫唱嘉賓
- 2014-11-23：跟周筆暢在天津体育中心舉辦男人筆記演唱会
- 2014-12-06：跟梁文音在完美好聲音雲頂演唱會
- 2016-12-25：擔當周慧敏《周慧敏Journey Of Love 世界巡迴演唱會》 -Las Vegas 站, The Joint, Hard Rock的幫唱嘉賓
- 2025-06-14：擔當于文文《拾光巡迴演唱會》 -杭州站的幫唱嘉賓
- 2025-07-12：擔當郁可唯《我怪巡迴演唱會》 -成都站的幫唱嘉賓

## 歌唱比賽

### 《校園時期》
- 2002年 光禹「夜光家族」歌唱比賽
  - 演唱曲目：《沙灘》詞：娃娃／曲：陶喆原唱：陶喆
- 2004年 彰師大民歌大賽
  - 演唱曲目：《明天見》 詞：彭學斌／曲：Tsunami、湯小康 原唱：張智成
- 2004年 師大商管K比賽（以特別來賓的身份來表演）
  - 演唱曲目：《手放開》 詞：十方／曲：方文良原唱：李聖傑
- 2005年 彰師大校園歌唱比賽
  - 演唱曲目：《我還能愛誰》 詞：林夕／曲：조규만原唱：許志安
  - 演唱曲目：《你把我灌醉》 詞：姚若龍／曲：黃大煒原唱：黃大煒
- 2005年 MTV台「痴心絕對」歌唱比賽 亞軍
  - 演唱曲目：《眼底星空》詞：十方／曲：李聖傑、蔡伯南原唱：李聖傑
- 2005年 第一屆好樂迪歌唱比賽 茉莉19 K歌大賽 冠軍
  - 彰化預賽 演唱曲目：《你們要快樂》 詞：姚若龍／曲：陳小霞原唱：李聖傑
  - 臺北決賽 演唱曲目：《童話》 詞、曲：光良原唱：光良
    - 加分題：自行改編茉莉花（每一位決賽者可清唱自己改編的茉莉花，本首評分以創意為主）
- 2006年 台北之音HitFm歌唱比賽 冠軍
- 2006年1月 MTV台「情歌王子」歌唱比賽 冠軍
  - 演唱曲目：《你不在》詞：李焯雄／曲：王力宏原唱：王力宏
- 2006年4月 MTV台「爆衝高分貝」歌唱比賽 冠軍
  - 演唱曲目：《一了百了》詞：王武雄／曲：詹凌駕原唱：信樂團
- 2006年7月 MTV台「李聖傑K歌」歌唱比賽 亞軍
- 2006年 台中市衣蝶百貨歌唱比賽 冠軍
- 2006年 音圓盃百萬歌唱比賽 亞軍
  - 總決賽 演唱曲目：《你把我灌醉》原唱：黃大煒
  - 總決賽 演唱曲目：《superwoman》原唱：曹格

### 《超級星光大道》
- 2007-01-05 超級星光大道選秀會 中區試唱
  - 《情人節快樂》 詞：小色／曲：曹格 原唱：曹格

- 2007-01-12 百萬巨星殊死戰（上）
  - 《愛你等於愛自己》 詞：林夕／曲：陳偉  原唱：王力宏
  - 《Always》 詞：光永亮太（日语：光永亮太）／曲：Sin  原唱：光永亮太（日语：光永亮太）

- 2007-02-23 背水一戰：終極敗部復活
  - 《我們小時候》 詞：Tank／曲：Tank  原唱：Tank

- 2007-03-02 適者生存：一對一PK賽
  - 《旋木》 詞：楊明學／曲：袁惟仁  原唱：王菲

- 2007-03-16 再見風華：老歌指定賽（20分）
  - 《再見我的愛人》 詞：文君／曲：平尾昌晃 原唱 鄧麗君

- 2007-03-30 同舟共濟：16強合唱指定賽（18分）
  - 《你那麼愛她》 詞：林隆璇／曲：林隆璇 原唱：林隆璇、李聖傑（與潘裕文合唱）

- 2007-04-06 突破重圍：15強淘汰賽
  - 《人質》 詞：冷玩妹／曲：黃韻仁原唱：張惠妹

- 2007-04-13 大震撼：臨場狀況考驗淘汰賽
  - 《背叛》 詞：阿丹、鄔裕康／曲：曹格原唱：曹格

| 由曹格原唱的《背叛》，因楊宗緯在《超級星光大道》的演唱別有另一番風格，透過節目的播放與新聞採訪，即使這首歌早已過了宣傳期，仍深受民眾喜愛，在KTV的點唱率持續居高不下，當時還登上臺灣KTV點播排行榜第一名，年度統計並榮獲錢櫃KTV和好樂迪KTV2007年10大熱門點播金曲的雙料冠軍。 |

- 2007-04-20　優勝劣敗： 一對一PK賽（20分）
  - 《祝我生日快樂》 詞：鄭中庸／曲：周杰倫原唱：溫嵐

- 2007-04-27　挑戰、試煉：藝人合唱指定賽
  - 《讓每個人都心碎》 詞：陳家麗／曲：黃大煒原唱：黃大煒

- 2007-05-04　機會、命運：踢館挑戰賽 Part I
  - 《Superwoman》 詞：徐世珍／曲：Kenneth "Babyface" Edmonds etc.原唱：曹格（與劉明峰合唱）

- 2007-05-11　隱藏的危機：踢館挑戰賽 Part II
  - 《可惜不是你》 詞：李焯雄／曲：曹軒賓原唱：梁靜茹

- 2007-05-18　踢館挑戰賽 Part III
  - 《靠岸》 詞：張麗念、林秋離／曲：李志清原唱：林宇中

- 2007-05-25　他山之石可以攻錯：終極版指名踢館賽（24分）
  - 《新不了情》 詞：黃鬱／曲：鮑比達 原唱：萬芳

- 2007-06-01　險峰：不插電淘汰賽
  - 《聽說愛情回來過》 詞、曲：李偲菘原唱：林憶蓮

- 2007-06-08　水能載舟：地獄悲歌 vs 天堂 high 歌（20分）
  - 《雨天》 詞：小寒／曲：李偉菘原唱：孫燕姿
  - 《握不住的他》  詞：林怡鳳／曲：林俊傑原唱：蕭瀟

| 楊宗緯演唱的講評時間長達7.5分鐘，創下《超級星光大道》節目史上最長時間的講評紀錄。楊宗緯演唱時段的收視率更突破8，創下同時段所有電視節目收視最高紀錄。 楊宗緯當天演唱的地獄悲歌《雨天》，得到全部失戀陪審團的票數，與天堂high歌《握不住的他》合併計算後，成為當天比賽的最高分。由於這場比賽的優越表現，楊宗緯獲得由佳映電影公司所發行『沉睡的青春』電影主題曲《多餘》的演唱權。 |

- 2007-06-15　老戰友：默契合唱考驗賽（19分）
  - 《心動心痛》 詞：劉畊宏／曲：周杰倫原唱：劉畊宏、許慧欣（與徐宛鈴合唱）

- S.H.E PLAY 專輯簽唱會表演甄選（19分）
  - 《兩隻戀人》 詞：徐世珍／曲：曹格 原唱：曹格

- 2007-07-06　第一季 Live 總決賽（因已退賽，出席表演）
  - 《背叛》 詞：阿丹、鄔裕康／曲：曹格原唱：曹格（與曹格，蕭敬騰合唱）
  - 《哭了》 詞、曲：李泉原唱：范曉萱

- 2007-07-13 星光畢業典禮
  - 《領悟》 詞、曲：李宗盛原唱：辛曉琪
  - 《靠岸》 詞：張麗念、林秋離／曲：李志清原唱：林宇中

### 《我是歌手》
- 2013-02-01 我是歌手第三期
  - 《矜持》詞：許常德／曲：郭子 原唱：王菲

- 2013-02-08 我是歌手第四期
  - 《征服》 詞／曲：袁惟仁  原唱：那英

- 2013-02-15 我是歌手第五期
  - 《空白格》 詞／曲：蔡健雅  原唱：蔡健雅

- 2013-03-29 我是歌手第十一期(復活賽)
  - 《流浪記》 詞／曲：巴奈·庫穗  原唱：巴奈·庫穗
  - 《饞》 詞／曲：李宗盛  原唱：楊宗緯

- 2013-04-05 我是歌手第十二期(半決賽)
  - 《最愛》 詞：鍾曉陽／曲：李宗盛  原唱：潘越雲

- 2013-04-12 我是歌手第十三期(歌王之戰)
  - 《我要我們在一起》 詞／曲：李泉  原唱：范曉萱
  - 《我離開我自己》 詞：Kwan／曲：陳曉娟  原唱：楊乃文

- 2014-04-11 我是歌手雙年巔峰會
  - 《底細》 詞：李宗盛／曲：李劍青  原唱：楊宗緯

- 2015-04-03 我是歌手2015巔峰會
  - 《長鏡頭》 詞：小寒／曲：蔡健雅  原唱：那英

## 公益活動
- 2007-06-03 嘉義市 「愛在台灣」公益演唱會-演唱曲目：《Superwoman》
- 2007-07-11 臺北市參加「反性侵、反虐待、反人口販運」公益活動，發放傳單宣導婦幼安全（西門町）
- 2007-08-03 彰化縣 線西國中 （页面存档备份，存于）「史懷哲計畫」義唱-演唱曲目：《新不了情》《背叛》《領悟》《Superwoman》《聽說愛情回來過》
- 2007-08-31 臺北縣 「舞動廉政星光」晚會（臺北縣政府前廣場）-演唱曲目：《人質》《背叛》《多餘》
- 2007-08-27～2007-09-05 由台北之音 Hit Fm發起百大明星愛心義賣活動，邀請百位知名藝人攜手做公益，DIY手繪創意網帽義賣1元愛心競標<
- 2007-09-15 臺北市 婦女救援基金會（婦援會） （页面存档备份，存于）「婦援二十 感恩茶會」
  - 楊宗緯歌迷們將標得的網帽轉捐予 婦女救援基金會 （页面存档备份，存于），由該會在「婦援二十感恩茶會」中現場義賣，最後由該會前董事長廖英智律師以30萬元標得，廖律師將這頂意義重大的網帽送回給楊宗緯。楊宗緯再將這頂網帽捐贈母校彰化師範大學收藏。在感恩茶會當天，楊宗緯和他的歌迷們，總共為婦援會募得新臺幣1,290,136元。
- 2007-09-21 桃園縣 中秋公益表演（臺北監獄）
- 2007-10-26 雲林縣虎尾鎮 「少年雲林Young Young行」（國立虎尾科技大學體育場）-演唱曲目：《愛從昨夜就停了》《落葉歸根》
- 2007-11-11 台中市「讓愛 發光＊發熱」第62屆更生保護節慶祝大會（明德女中 （页面存档备份，存于））-演唱曲目：《人質》《多餘》
- 2007-12-15 臺北市「反賄選·逗陣來〜萬人來倒賄 骨牌破金氏」反賄選宣導活動（天母運動公園）-演唱曲目：《你把我灌醉》《心動》《新不了情》
- 2008-01-03 花蓮縣「反賄選」公益活動（花蓮地檢署）-演唱曲目：《鴿子》
- 2008-01-03 花蓮縣「寒冬問暖送愛心」公益活動（花蓮監獄）-演唱曲目：《讓》《月亮代表我的心》
- 2008-01-06 高雄縣「關愛台灣 用心點亮好未來」公益晚會（清湖棒球場對面，中正鴿會旁停車場）-演唱曲目：《鴿子》《讓》
- 2008-01-08 台北縣「寒冬問暖送愛心」公益活動（土城看守所）-演唱曲目：《讓》
- 2008-01-08 桃園縣「寒冬問暖送愛心」公益活動（台北監獄）-演唱曲目：《讓》
- 2008-01-18 台北市「歲末送溫情～用愛點燃希望 民歌慈善演唱會」（青少年育樂中心）-演唱曲目：《新不了情》《讓》
- 2008-01-18 楊宗緯關懷癌友-癌友新生命協會2007圍爐共願
- 2008-01-18 教育部「學習加油站」（網址http://content.moe.edu.tw/）[永久]
  - 教育部學習加油站宣傳網址 (http://content.moe.edu.tw/tpda/)。%5B%5D
  - 教育部學習加油站討論區 (http://content.moe.edu.tw/discuz/)。%5B%5D
- 2008-02-20 婦援會【茉莉人生】慈善首映會（信義威秀影城）-演唱曲目：《幸福的風》
- 2008-04-03 桃園縣贈桃園縣政府演唱會門票
- 2008-04-03 台北市婦女救援基金會 （页面存档备份，存于） 葫蘆國小出席「魔法學園」擔任輔導老師
- 2008-04-17～2008-04-23 擔任「愛心大使」，出席由中華電信、HTC、露天拍賣及特許國際共同舉辦的「楊宗緯彩繪版HTC Touch手機義賣記者會」活動，並以楊宗緯關懷公益的「5個夢想」作為創作藍本，推出5款精心設計獨家「楊宗緯彩繪版HTC Touch手機」提供義賣，各款手機募得善款如下：
  - 「飛向幸福的鴿子」手機款募得120,000元，所得款項捐贈予兒福聯盟
  - 「用心灌溉-愛心萌芽」手機款募得120,300元，所得款項捐贈予罕病基金會
  - 「世界一家-地球村」手機款募得100,300元，所得款項捐贈予世界展望會
  - 「讓愛傳出去」手機款募得128,888元，所得款項捐贈予家扶基金會
  - 「超麻吉的好朋友」手機款募得168,888元，所得款項捐贈予愛盲文教基金會
- 2008-04-18 台北市青春FUN輕鬆公益音樂會（台北市大安森林公園露天音樂台）-演唱曲目：《你看》《ONE DAY》《對愛渴望》
- 2008-04-22 中國信託慈善基金會舉辦第二十三屆「點燃生命之火」愛心募款運動的網路義賣
- 2008-04-25 澎湖縣澎湖觀音亭海洋保育活動 放流魚苗 籲愛護海洋
- 2008-04-25 澎湖縣澎湖觀音亭花火音樂會-演唱曲目：《洋蔥》《對愛渴望》《ONE DAY》
- 2008-04-30 拍攝節能及反毒2支公益廣告
- 2008-05-17 台北市星空傳奇演唱會（台北小巨蛋）楊宗緯將演唱會唱酬捐四川災民
- 2008-05-18 把愛傳出去四川賑災call in 募款
- 2008-06-04 台北市參與四川地震賑災歌曲「震不碎的心」MV拍攝
- 2008-06-14 為四川賑災募款 楊宗緯親筆簽名T恤募得16萬８千元
- 2008-06-21 台北市婦女救援基金會 （页面存档备份，存于） ～慶祝家庭暴力防治法實施十週年～舉行「我要抱抱不要家暴」活動（台北市青少年育樂中心10樓青春舞道館）
  - 楊宗緯親筆簽名掌心畫為 婦女救援基金會 （页面存档备份，存于） 募得6萬元
  - 楊宗緯與王清峰部長一同親筆簽名畫為 婦女救援基金會 （页面存档备份，存于） 募得30萬元
- 2008-10-06 「彰化師範大學師長及校友捐贈獎助學金」,楊宗緯及楊家捐出50萬元
- 2009-01-07 弱勢關懷  楊宗緯簽名帽T & T恤義賣
- 2009-01-17 聯合勸募「消費券」轉運愛心 記者會
- 2009-01-23 三立國光幫幫忙發起明星二手商品義賣活動
  - 楊宗緯捐出8000元Y3牛仔褲，在奇摩拍賣網站以1元起標，最後以2萬6千元結標
- 2009-01-23【拼樂．Love】兒福聯盟「明星二手拍賣 拼樂．Love」第一波
  - 楊宗緯提供安心項鍊以120,900元結標
- 2009-02-13 台北市「開心談戀愛，理性談分手」—戀愛學分校園講座開跑記者會（台灣國家婦女館）-演唱曲目：《分手快樂》
- 2009-05-30 福州市 真維斯《2009慈善歌會-福州站》（福建會堂）-演唱曲目：《雨天》《洋蔥》
- 2009-06-07 武漢市 真維斯《2009慈善歌會-武漢站》（洪山區 華中科技大學光穀體育館）-演唱曲目：《 可惜不是你》《回憶沙漠》
- 2009-07-13 浙江衛視 《銀鷺愛唱才會贏》比賽勝出獲得6萬元的銀鷺公益金
- 2009-07-27～2009-08-05 中華民國紅心字會 『星光獻愛 守護貧童』藝人親蓋手模版+簽名卡第三波愛心義賣活動
  - 四款手模版+簽名卡合計募得147,532元
- 2009-08-14 三立「想要有個家 八八水災募款行動」特別節目-楊宗緯與其歌迷共捐出500,000元，演唱曲目《張三的歌》
- 2009-08-14 中視、中天「把愛傳出去 -88 賑災晚會」-楊宗緯與其歌迷共捐出1,000,000元，演唱曲目《大武山美麗的媽媽》（楊宗緯 張心傑 胡采書合唱）
- 2009-08-15～2009-08-16 台灣世界展望會 第20屆饑餓三十飢餓勇士大會師（林口綜合體育館）-楊宗緯與其歌迷共捐出500,000元，演唱曲目《願》《大武山美麗的媽媽》《張三的歌》
- 2009-08-25～2009-09-01 三立、蘋果日報「想要有個家 八八水災募款行動」T恤公益拍賣活動
  - 楊宗緯親筆簽名T恤募得45,500元[39]
- 2009-09-23 台北市電影【幸福来访时】慈善首映會（台北欣欣秀泰影城）
  - 電影首映票券募得178,500元，将全数捐入台湾世界展望会做為八八水灾灾后重建工作[40]
- 2009-10-28 威海市2009環保星鋒會（山東威海國際會議中心）

## 獲獎紀錄
- 2007年：第一屆《超級星光大道》- 第六名、簡訊投票人氣王
- 2008年：2008HITO流行音樂獎頒獎典禮- 星光幫以「星光同學會 超級星光大道10强紀念合輯」獲得「Hito 聲猛新人獎」
- 2008年：2008HITO流行音樂獎頒獎典禮- 星光幫獲得「最受歡迎新人獎」
- 2008年：2008年度新城國語力頒獎禮— 星光幫獲得「新城國語新勢力組合」
- 2008年：2008年度新城國語力頒獎禮— 星光幫獲得「新城國語力人氣偶像大獎」
- 2008年：第五屆勁歌王總選頒獎典禮 獲得「台灣區最有前途男新人」
- 2008年：第三屆KKBOX數位音樂風雲榜- 獲得「年度風雲十大單曲」《多餘》
- 2008年：第14屆新加坡金曲獎 獲得五大獎項，分別為「優秀新人獎」、「最受歡迎男歌手獎」、「最受歡迎新人獎」、「Y.E.S 933醉心龍虎榜停榜最久金曲」《洋蔥》、「Y.E.S 933醉心龍虎榜十大最受歡迎金曲」《洋蔥》
- 2009年：2008年加拿大至HIT中文歌曲排行榜- 獲得「全國推崇十大歌曲(國語)」《洋蔥》
- 2009年：2009HITO流行音樂獎頒獎典禮獲得「2008年度十大華語歌曲」《鴿子》、「2008年度聽眾最愛歌曲」《洋蔥》
- 2009年：台北之音Hit Fm聯播網「年度百首單曲票選活動」冠軍《洋蔥》，第五名《鴿子》、第十二名《幸福的風》
- 2009年：新加坡e樂大賞2009「e樂人氣海外新人獎」、「1003 人氣優勢歌曲獎」、「傳媒推薦海外新人獎」
- 2009年：第二屆KISS APPLE TOP10發燒情歌 以《洋蔥》獲獎
- 2009年：第三屆 Freshmusic Awards「我最喜愛的男歌手獎」、「我最喜愛的新人獎」
- 2009年：榮獲〈中華音樂人交流協會〉評選為2008年度「十大優良單曲」《洋蔥》
- 2009年：Yahoo！奇摩2009搜尋人氣大獎票選活動獲得台灣區「台灣男藝人」第一名、香港區「亞洲最具號召男藝人」第一名
- 2010年：2010超級巨星紅白藝能大賞「華語十大男歌手」
- 2010年：2009年度CCTV"風雲音樂"《環球紅歌榜》獲得「港台區 2010 媒體推薦年度最具潛力藝人獎」
- 2010年：Yahoo！奇摩2010搜尋人氣大獎票選活動獲得「最具號召力男藝人獎」第一名
- 2011年：第四屆蒙牛酸酸乳音樂風雲榜 「最佳專輯獎」《原色》
- 2011年：蘋果娛樂音樂大賞「十大風雲音樂」楊宗緯《懷珠》
- 2011年：Yahoo！奇摩2011搜尋人氣大獎票選活動獲得「最受歡迎男藝人獎」第一名
- 2011年：2011年度新城勁爆頒獎禮「新城勁爆國語歌手」、「新城勁爆國語歌曲」《懷珠》
- 2011年：台北之音Hit Fm聯播網「年度百首單曲票選活動」第五名《那個男人》，第十四名《被遺忘的》、第二十一名《懷珠》
- 2012年：one FM勁爆30排行榜年度總選2011「三十大金曲」《那個男人》
- 2012年：2012愛奇藝盛典「最具突破精神歌手獎」
- 2012年：第六屆真维斯娛樂大典「最具影響力專輯」《原色》
- 2012年：馬來西亞第三屆MY Astro至尊流行榜頒獎典禮「至尊金曲」《那個男人》
- 2012年：馬來西亞第三屆MY Astro至尊流行榜頒獎典禮「全台主持聯頒至尊專輯演唱獎」《原色》楊宗緯
- 2012年：2012HITO流行音樂獎頒獎典禮「2011年度十大華語歌曲」《懷珠》
- 2012年：第六屆 Freshmusic Awards「年度10大專輯」《原色》
- 2012年：榮獲〈中華音樂人交流協會〉評選為2011年度「十大優良專輯」《原色》、「十大優良單曲」《懷珠》
- 2012年：第12屆全球華語歌曲排行榜「年度二十大金曲」《那個男人》， 「最受歡迎男歌手（五強）獎」 ，「地區傑出歌手獎（臺北）」
- 2013年：第一屆音悅V榜年度盛典 「港臺年度風向男藝人」
- 2013年：第十三屆華語音樂傳媒大獎「最受歡迎男歌手」
- 2013年：新加坡e樂大賞2013「e樂人氣男歌手獎」
- 2013年：第18屆新加坡金曲獎「933醉心龍虎榜年度十大金曲」《初愛》
- 2013年：Asia Music Chart 2013 亞太音樂榜「最佳年度金曲」《初愛》
- 2013年：台北之音Hit Fm聯播網年度百首單曲票選活動 第十四名《忘了我》、第二十三名《其實都沒有》
- 2014年：中國音超 「音超歌王」《楊宗緯》、「男子組金獎」《楊宗緯、金志文》
- 2014年：第21屆東方風雲榜音樂盛典 華語五強「台灣最受歡迎歌手」
- 2014年：第18屆全球華語音樂榜中榜 「最具突破力歌手」、「Channel [V]年度最佳金曲」《其實都沒有》
- 2014年：第1屆中國新歌榜音樂盛典暨頒獎禮 「最欣賞男歌手」、「最欣賞年度專輯」《初愛》
- 2014年：酷狗音樂十年盛典 「2004年~2013年十大金曲」《洋蔥》
- 2014年：第七屆城市至尊音樂榜 「年度20大金曲」《歌未央》
- 2014年：ETtoday東森新聞舉辦2014兩岸男神榜 「魅力才神」楊宗緯奪得第1名。
- 2014年：香港2014 新城國語力頒獎禮 楊宗緯囊括包括最大獎在內的四大獎成典禮最大赢家「全球最受歡迎歌手」、「全國最受歡迎歌手」、「最佳年度歌曲」《歌未央》、「全球最受歡迎歌曲」《閃耀》
- 2014年：第十一届年度先生盛典「年度歌手」
- 2015年：2015年第十三屆馬來西亞娛協獎頒獎典禮「十大原創歌曲獎（國際組）」《其實都沒有》
- 2015年：ETtoday東森新聞舉辦2015兩岸男神榜 「魅力才神」楊宗緯奪得第1名。
- 2015年：2015《芭莎男士》品位成功年度人物頒獎盛典「年度音樂人」
- 2016年：第23屆東方風雲榜音樂盛典 「年度最佳流行合作」《國王與乞丐》/楊宗緯&華晨宇、華語五強「台灣最受歡迎歌手」
- 2017年：第二季《跨界喜劇王》- 季軍
- 2018年：2017最動感101金曲榜單「第1名」《涼涼》/楊宗緯&張碧晨
- 2018年：2017酷狗年度熱歌盤點「年度最火單曲」《涼涼》/楊宗緯&張碧晨
- 2018年：第8屆全球流行音樂金榜 「年度最佳影視劇主題曲」《涼涼》/楊宗緯&張碧晨、「新加坡UFM100.3點播冠軍」《涼涼》/楊宗緯&張碧晨
- 2018年：2017酷狗直播年度音樂盛典《年度最佳實力歌手》
- 2018年：第17屆全球華語歌曲排行榜「最受歡迎對唱歌曲獎」《涼涼》/楊宗緯&張碧晨、「年度二十大金曲」《涼涼》/楊宗緯&張碧晨
- 2018年：2018華人歌曲音樂盛典「年度最受歡迎影視金曲」《涼涼》/楊宗緯&張碧晨、「年度金曲」《涼涼》/楊宗緯&張碧晨
- 2018年：第25屆東方風雲榜音樂盛典 「十大金曲」《涼涼》/楊宗緯&張碧晨
- 2018年：2018全球華語金曲獎「十大華語金曲」《越過山丘》
- 2019年：第23屆全球華語榜中榜「榜中榜最受歡迎男歌手（港台）」
- 2020年：尼爾森公佈2019年中國華語流行音樂年度報告「2019年中國華語流行音樂年度實力歌手TOP10」
- 2023年：聲生不息·寶島季「最佳合作金曲」《惜別的海岸》/楊宗緯&MC HotDog
- 2024年：第1屆數位音樂年度盛典「年度綜藝（晚會）歌曲」《若月亮沒來》/楊宗緯&寶石GEM&王宇宙LETO

## 外部連結
官方網站
- 楊宗緯的Facebook專頁
- 楊宗緯的新浪微博
- 楊宗緯的網易雲音樂 （页面存档备份，存于）
- 楊宗緯國際鴿窩後援會的微博 （页面存档备份，存于） 新浪官方認證的楊宗緯後援會微博
- 唯愛宗緯 國際鴿窩--楊宗緯Aska Yang國際後援會 （页面存档备份，存于）(說明：二次合約糾紛期間，楊宗緯以此後援會網站作為臨時官網，為期約一年半，目前此網站仍保存這段期間所發佈的通告訊息跟合約訴訟相關資料。)
- 楊宗緯後援會之鴿聚院微博 （页面存档备份，存于）
- 楊宗緯內地後援會微博 （页面存档备份，存于）

參考資料
- 楊宗緯 Channel Wikia （页面存档备份，存于） 楊宗緯中文臺Wikia
- 超級星光大道wikia 超級星光大道比賽詳情記錄
- 楊宗緯與星光大道

| 前任： 首位 | 超級星光大道第六名 2007年7月6日-2008年1月18日 | 繼任： 曾沛慈 |